# Diane Fleri
Diani Fleri (Quimper, 13 de julho de 1983) é uma atriz francesa e italiana. Nasceu na Bretanha, de pai italiano diplomata e de origem estoniana, e mãe francesa de origem vietnamita.

## Filmografia

### Cinema
- 1999 - Comme toi... (Come te nessuno mai), de Gabriele Muccino .... Arianna
- 2005 - Achille e la tartaruga, de Valerio Attanasio .... Fiamma
- 2007 - Mon frère est fils unique (Mio fratello è figlio unico), de Daniele Luchetti .... Francesca
- 2008 - Il prossimo tuo, d'Anne Riitta Ciccone .... Caroline
- 2010 - Io sono l'amore, .... Eva Ugolini
- 2010 - Gli iltimi del paradiso ..... Sara